# Herb Karlina
Herb Karlina – jeden z symboli miasta Karlino i gminy Karlino w postaci herbu.

## Wygląd i symbolika

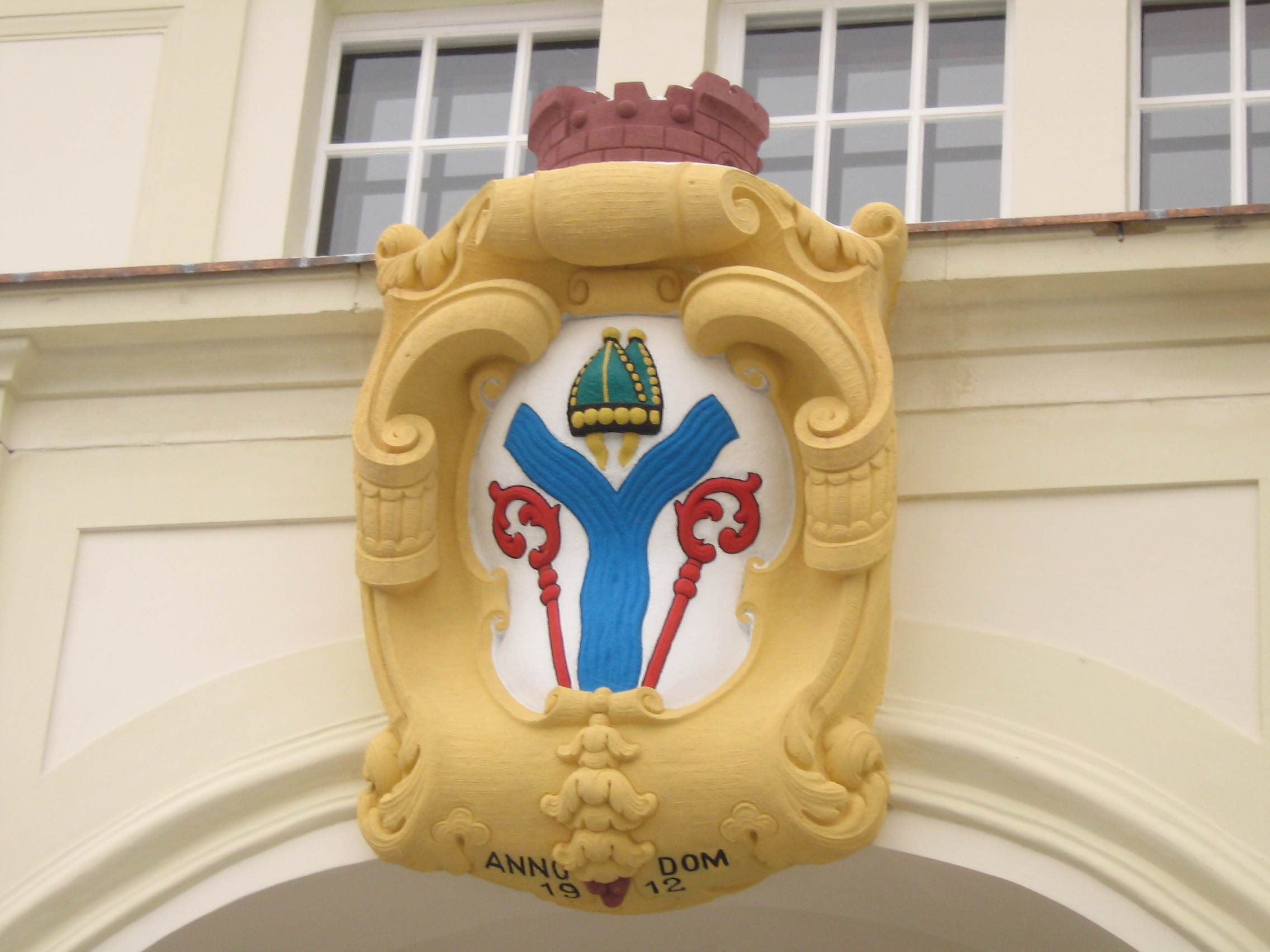
Herb na ratuszu (A.D. 1912)

Herb przedstawia w srebrnym polu herbowym dwie łączące się (na kształt litery Y) falujące wstęgi o kolorze niebieskim, w widłach których widnieje zielona infuła ze złotym obszyciem oraz po bokach dwa czerwone pastorały piórami na zewnątrz. Przedstawienie łączących się dwóch wstęg dodatkowo blazonuje tarczę herbową, która jest trójdzielna w rosochę. 
Pastorał oraz infuła jako insygnia biskupie nawiązują do biskupa kamieńskiego Filipa von Rehberga, który nadał prawa miejskie oraz ustanowił herb miasta. Dwie niebieskie wstęgi nawiązują do dwóch rzek przepływających przez gminę: Parsętę i wpadająca do niej Radew.